# Schloss Libá

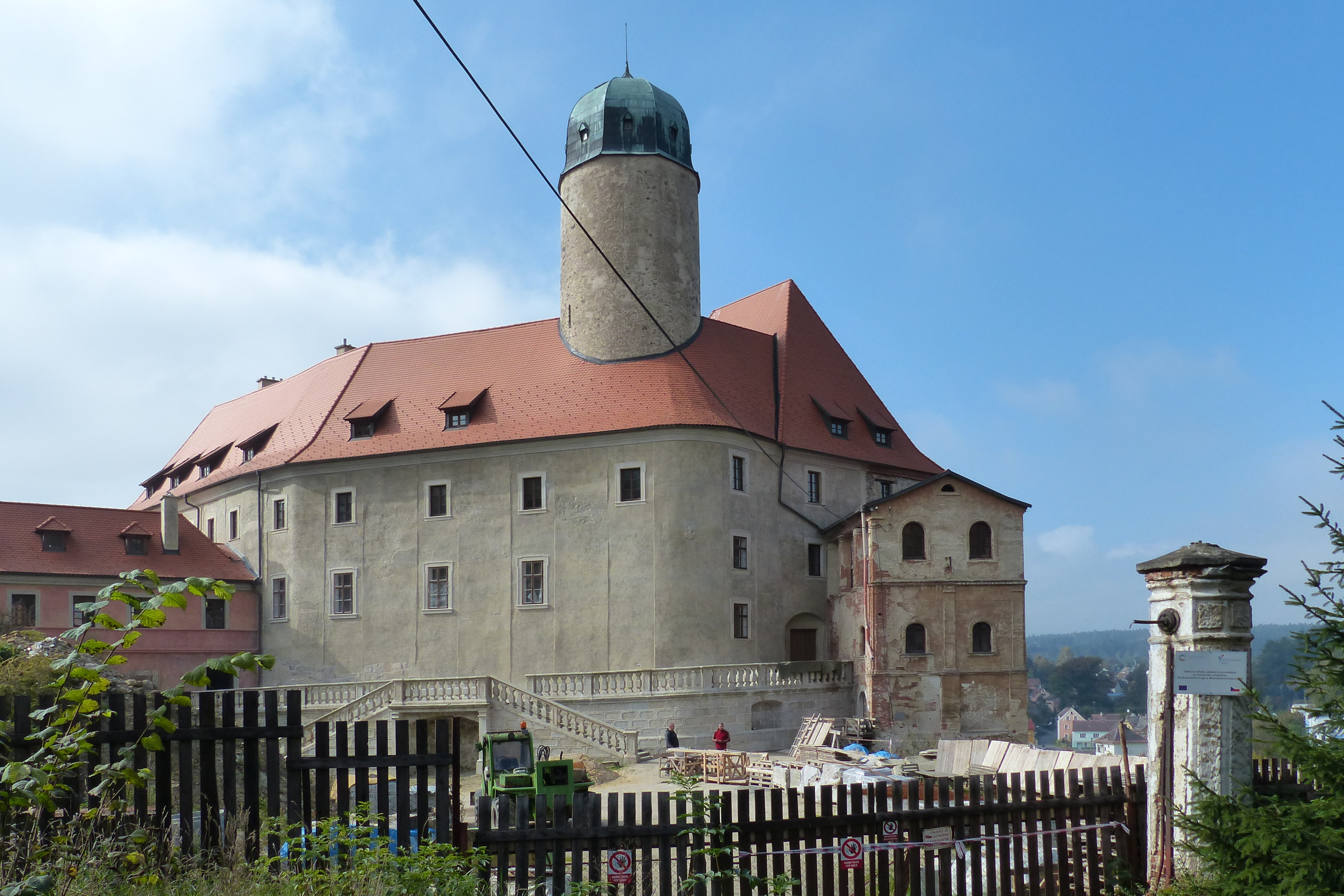
Frontansicht

Schloss Libá ist ein Schloss und eine frühere Burg in der tschechischen Gemeinde Libá (Liebenstein).

## Geschichte

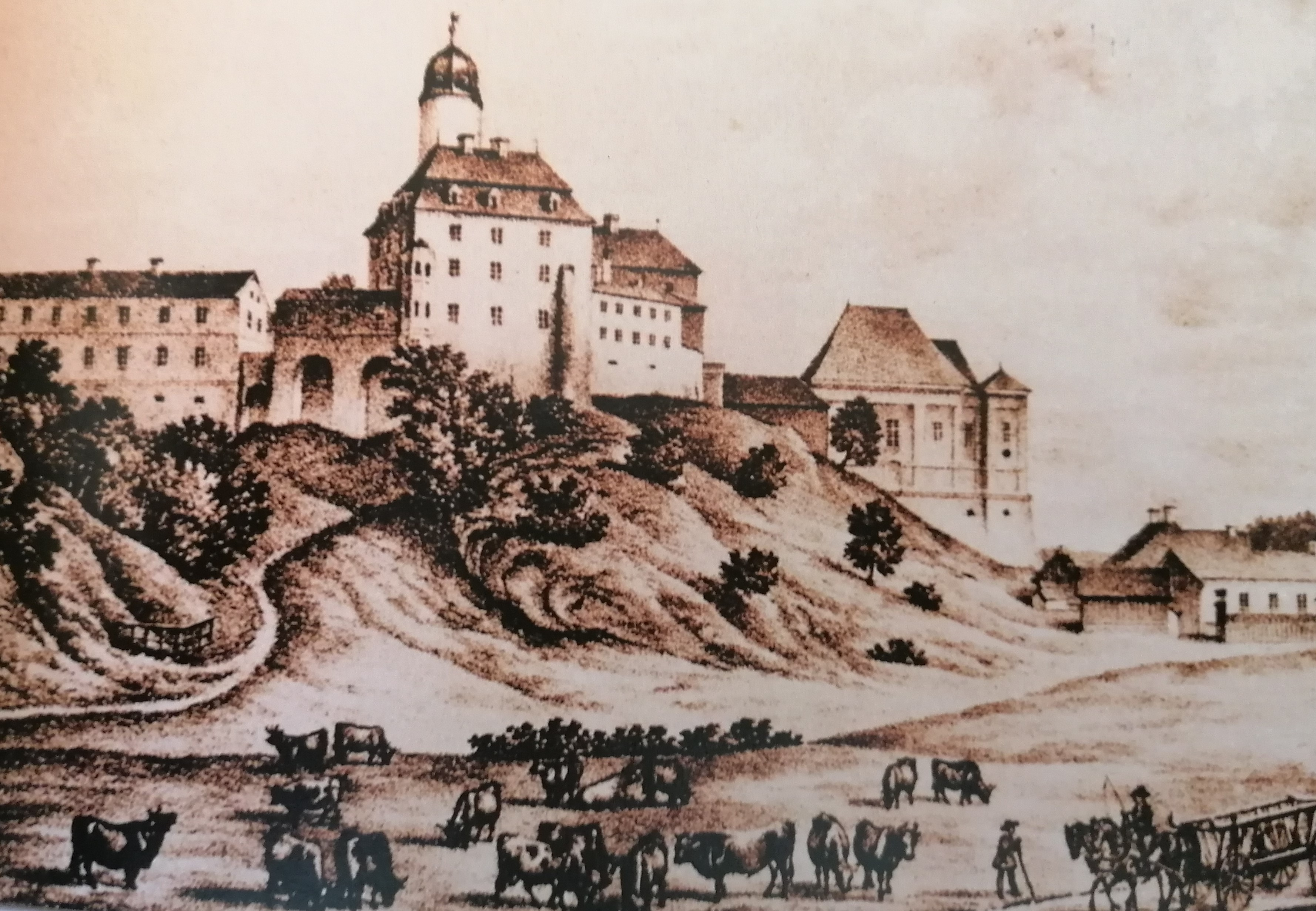
Ansicht der Burg Liebenstein auf einem Holzschnitt, nach 1762

Burg und Schloss waren Zentrum der Herrschaft Liebenstein. Sie war u. a. geprägt von der Nähe zum Stadtgebiet von Eger. Erste Nachweise über eine Befestigung auf dem späteren Schlossberg stammen aus der Mitte des 13. Jahrhunderts. Nach deren Zerstörung wurde in den Jahren 1346 bis 1349 unter Franz Goßwein eine neue Burganlage errichtet, welche in der Folgezeit mehrfach erweitert wurde. Hans von Sparneck verkaufte Burg und Herrschaft Liebenstein 1426 an die Familie von Zedtwitz auf Neuberg, die bereits im Ascher Ländchen erheblichen Besitz gebildet hatte. Der Raubritter Jörg von Zedtwitz nutzte die Burg für seine Raubzüge gegen die Stadt Eger und Besitzer benachbarter Burgen, wie Seeberg oder Haslau. Die Burg wurde schließlich von Truppen der Stadt Eger zerstört, Jörg von Zedtwitz entkam nur knapp mit seinem Leben. Christoph von Zedtwitz war 1553 verteidigender Hauptmann bei der Belagerung von Hof. Eine erste bildliche Darstellung der zu jener Zeit bereits stattlichen Burganlage existiert aus dem Jahr 1560. Nach Verwüstungen während des Dreißigjährigen Krieges wurde die Burg in mehreren Etappen zu einem Barockschloss umgebaut, wobei die vormaligen Gräben zugeschüttet und die Wälle abgetragen wurden.
Schloss Liebenstein stand bis zum November 1915 im Eigentum der Grafen von Zedtwitz (ab 1879 Grafen von Zedtwitz-Liebenstein), dann wurde es von Benno Graf von Zedtwitz-Liebenstein mitsamt der zu dieser Zeit noch im Besitz der Familie befindlichen Güter und Gewerbebetriebe für den Preis von 4 200 000 Kronen an ein Konsortium um den Wiener Geschäftsmann Leopold Hauser verkauft. Im März 1927 erwarb der Ingenieur Fritz Kaeßmann das Schloss nebst einem Grundbesitz von 1420 Hektar, um es selbst zu bewirtschaften. Fritz Käßmann verstarb 1938, sein Sohn Gustav fiel 1944. Nach Ende des Krieges und der Enteignung mussten die Frauen und Kinder der Familie 1946 das Land verlassen.
Zunächst als Unterkunft für die Forstverwaltung dienend, stand das Schloss seit 1951 leer. Das Mobiliar wurde entwendet und die Gebäude selbst dienten als Steinbruch für Baumaterial. 1976 erhielt der Turm eine neue Haube aus Kupfer, 1978 vernichtete ein Brand einen Teil des Mansardendaches. Danach verfiel das Schloss zur Ruine. 1991 wurde das Anwesen zu einem symbolischen Preis von einer tschechischen Kunsthistorikerin erworben. Es war beabsichtigt, das Schloss wiederaufzubauen und darin ein Kurhotel einzurichten. Erste Erhaltungsmaßnahmen wurden durchgeführt und stoppten den fortgeschrittenen Verfall, bis die Mittel der Investorin erschöpft waren und die weiteren Arbeiten eingestellt werden mussten.
2006 erwarben Wladimir Grinêv und Zuzana Grinêvova das Schloss und ließen die Restaurierungsarbeiten fortsetzen. Eine vollständige Dachreparatur, das Einsetzen von Fenstern und Ausbesserungsarbeiten der Außenfassade sicherten den Erhalt der Substanz. Decken und Wände wurden rekonstruiert, zerstörte Räume wurden nach alten Aufnahmen mit Stuckverzierungen versehen. Inzwischen haben Ausgrabungsarbeiten im Kellergeschoss neue Erkenntnisse über die erste Burganlage an dieser Stelle gebracht. Nach dem Tod des Eigentümers ruhen die Renovierungsarbeiten (Stand Mai 2025). Das Schloss ist regelmäßig für Besucher geöffnet. Einige der rekonstruierten Räume dienen Kunstausstellungen.

## Galerie

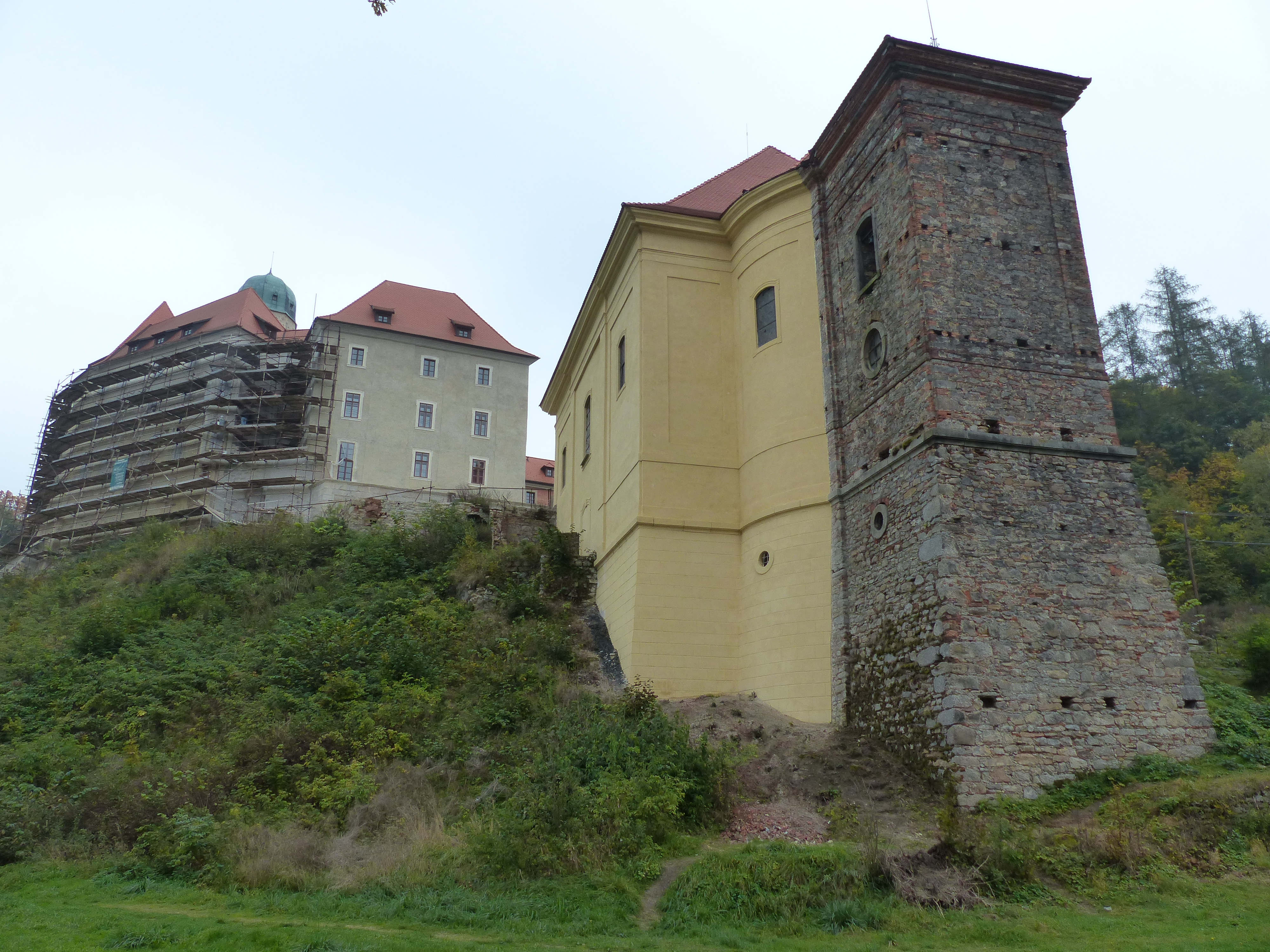
Talansicht
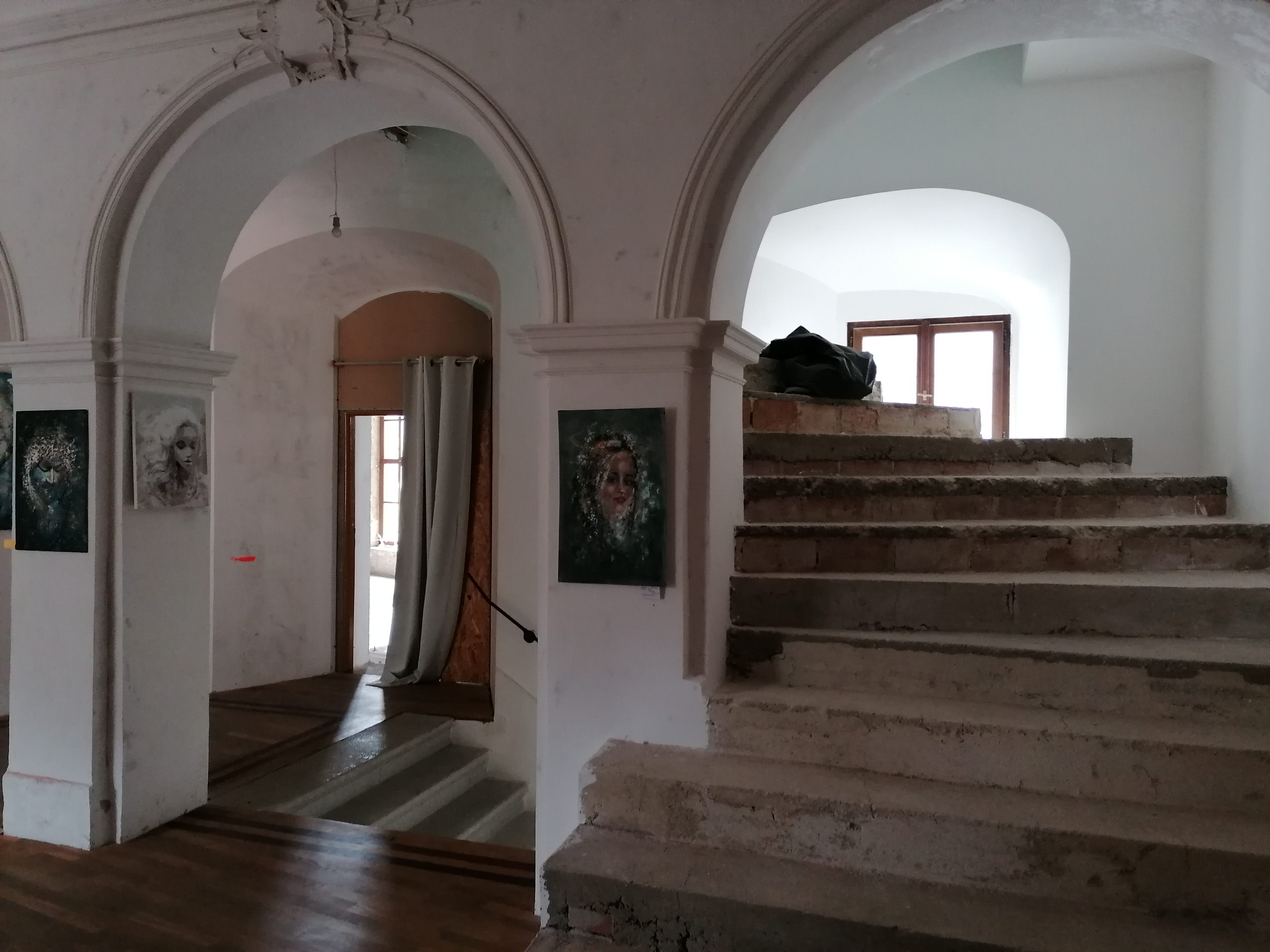
Innenansicht (Detail) (2024)
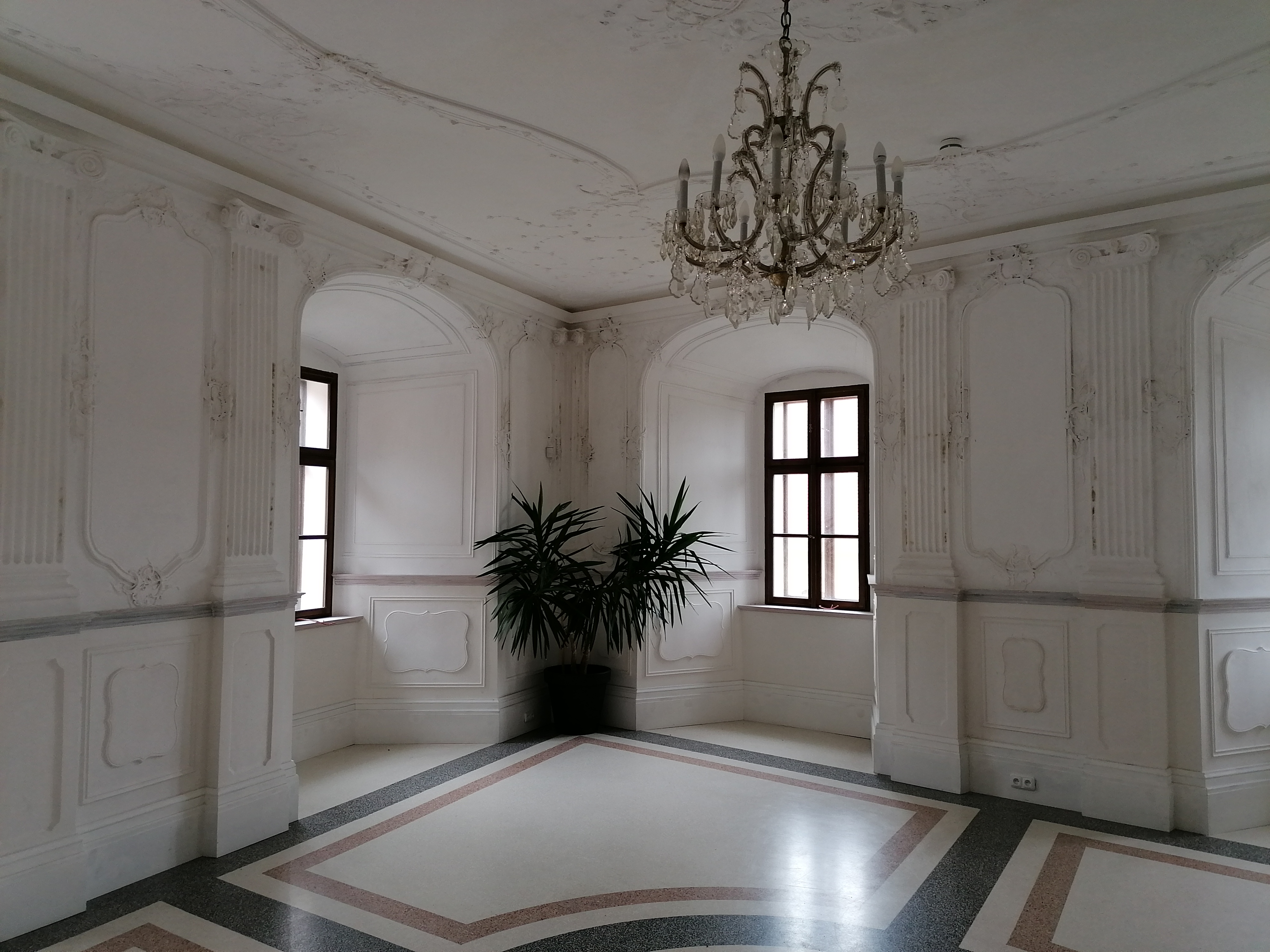
Restauriertes Eckzimmer (2024)
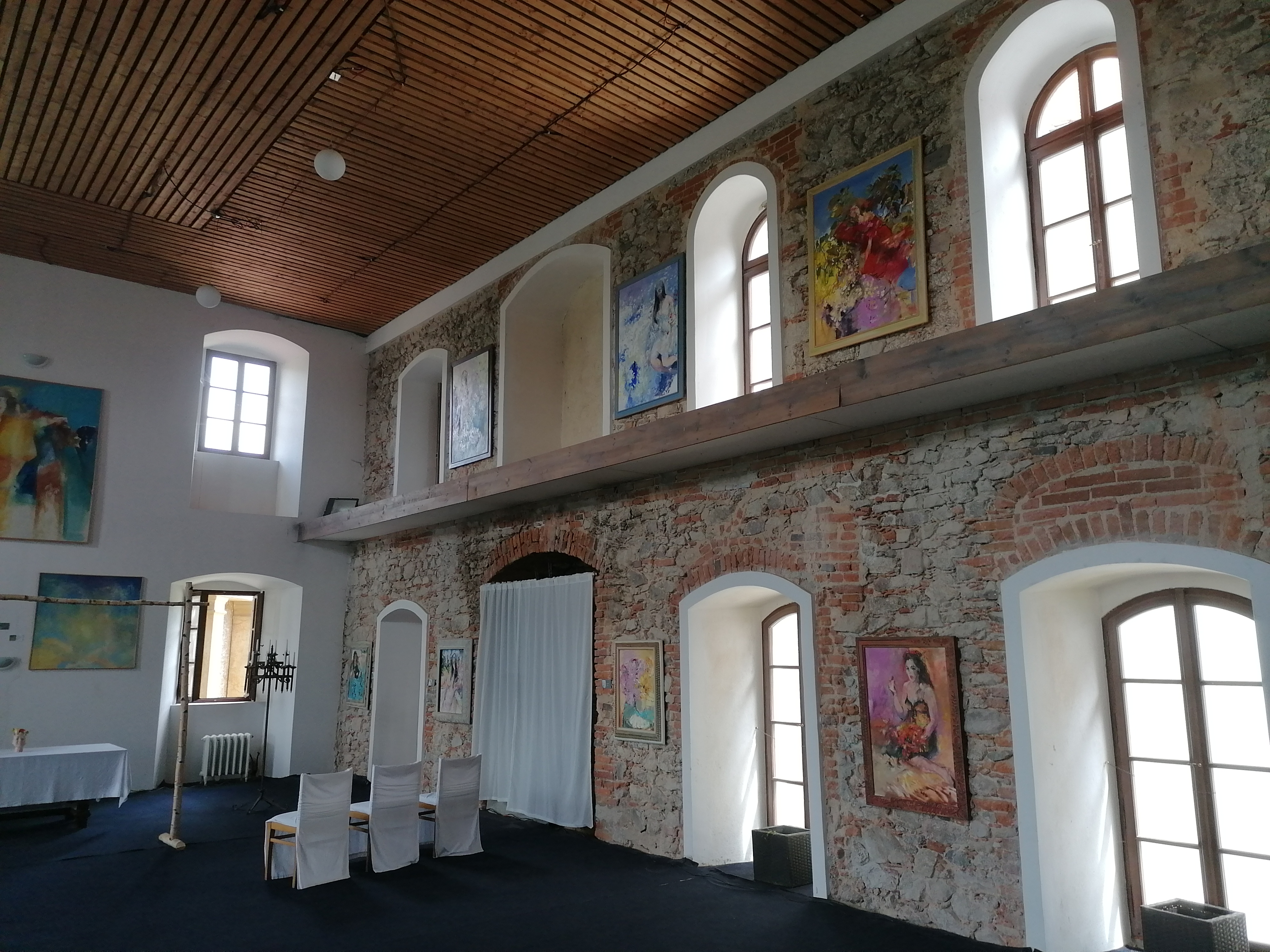
Gemäldeausstellung in teilrekonstruierten Räumen (2025)